# Panotxa (color)
Panotxa o pèl-roig és un matís intens del color taronja. En italià es diu vermell llagosta, per similitud a aquest crustaci.
Una mostra del color panotxa:

## Localització i usos
- Panotxa o pèl-roig és el color del cabell.

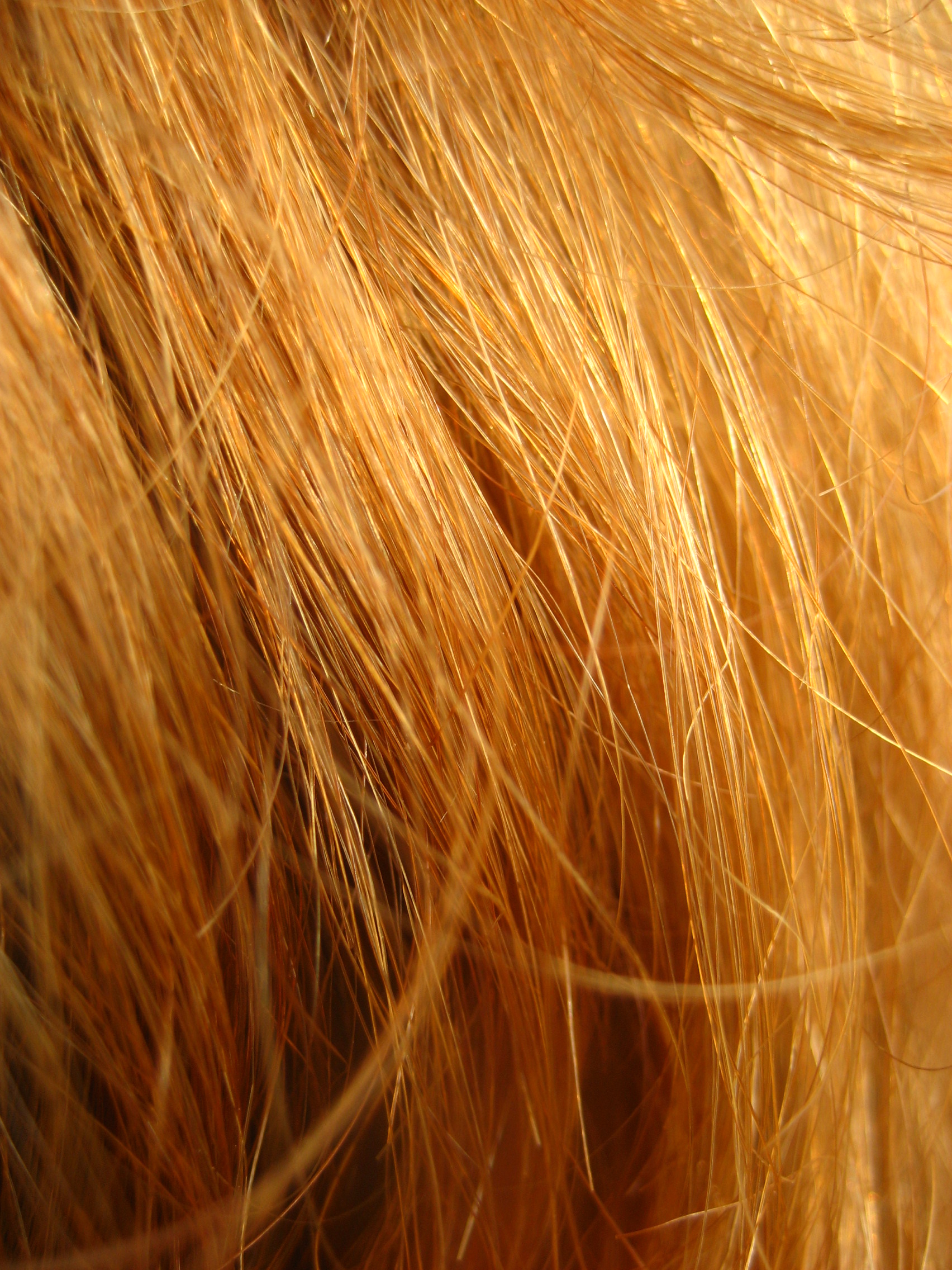
Cabell panotxa o pèl-roig.

- Color de les llagostes.

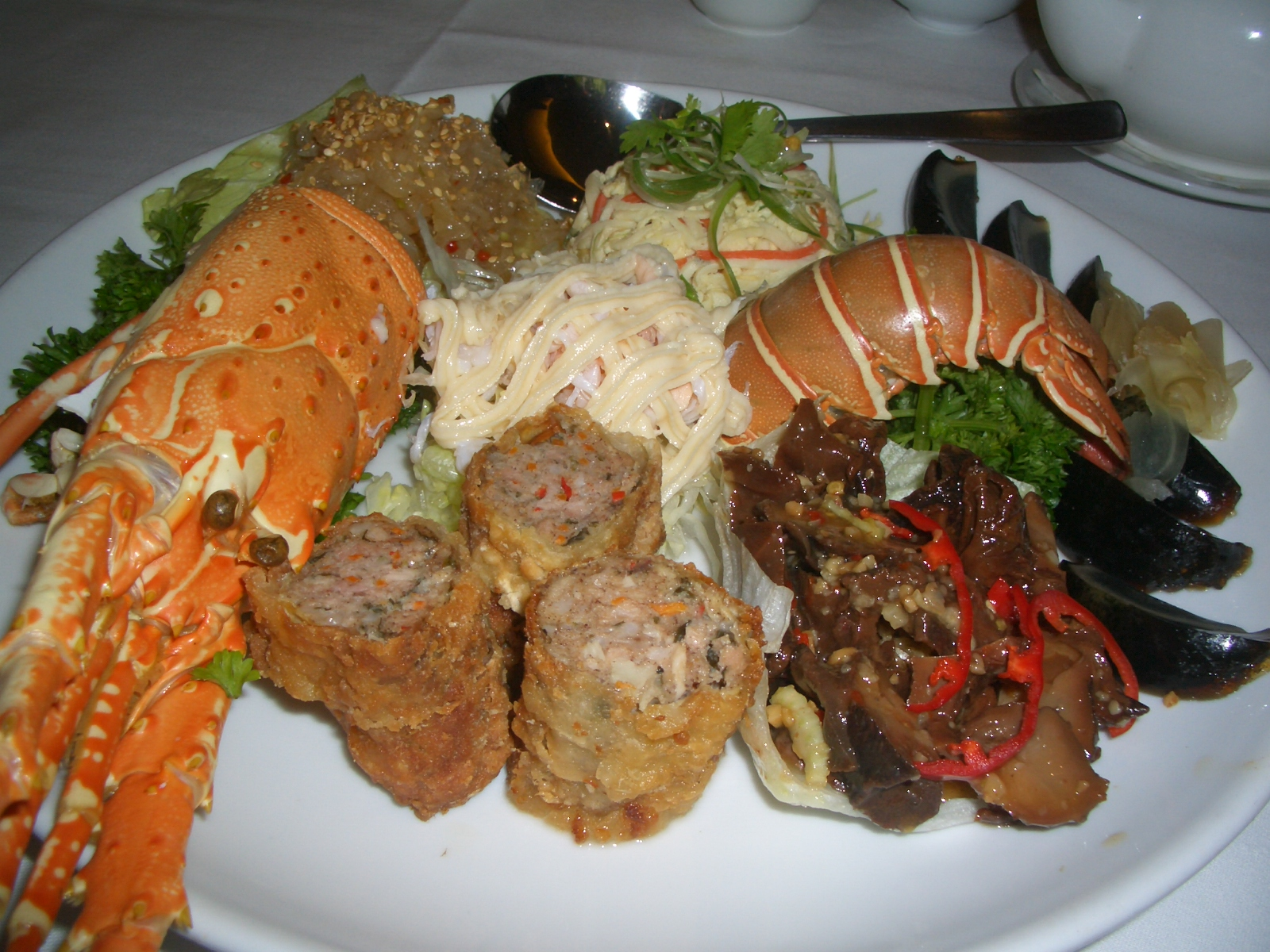
Plat xinès amb llagosta.
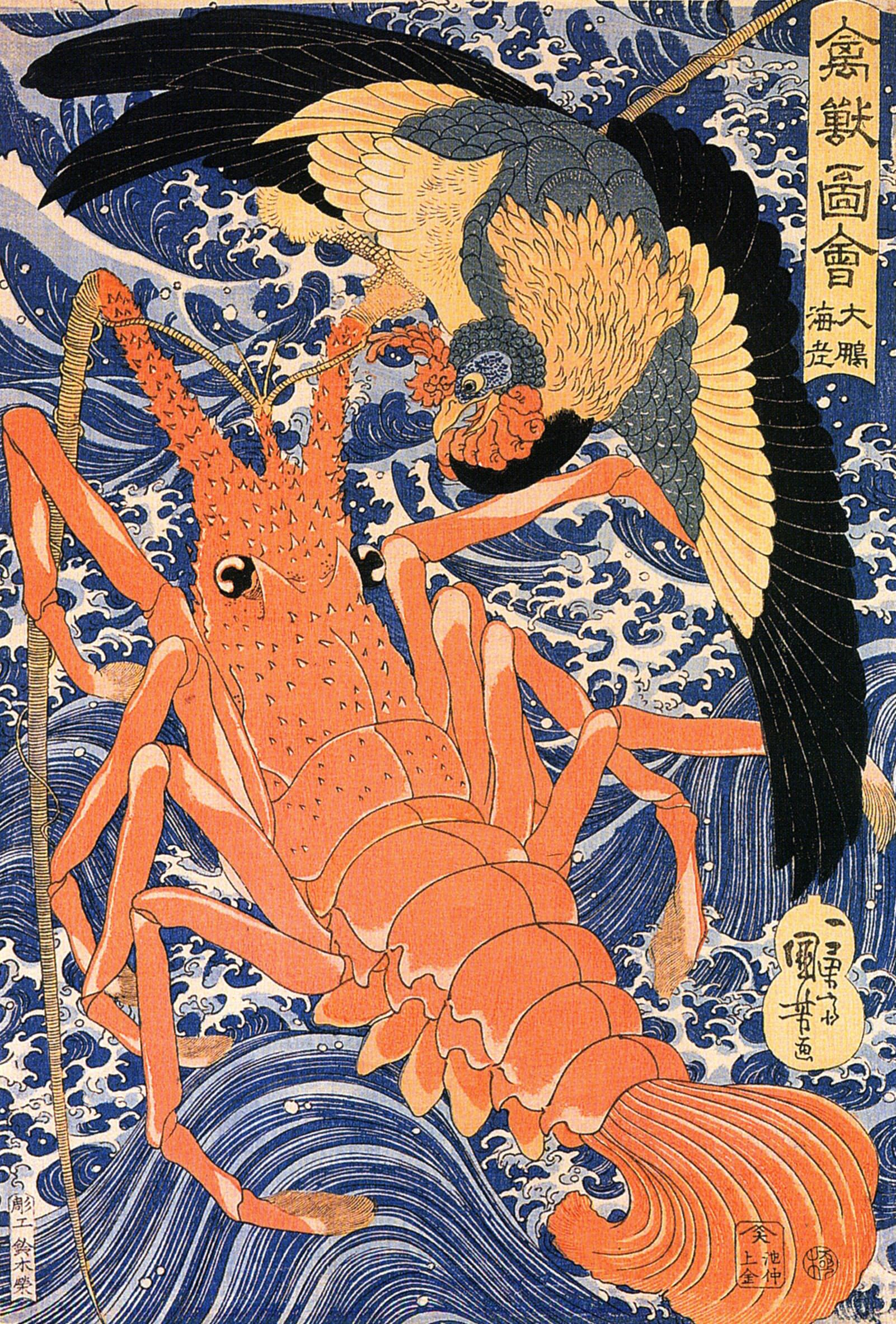
Pintura d'ocell i llagosta, Utagawa Kuniyoshi.

- Els anys 70 es feia servir en interiorisme.
- Color de l'equip de futbol americà Cleveland Browns d'Ohio (EUA).